# Arapaçu-de-bico-de-cunha
Arapaçu-de-bico-de-cunha (nome científico: Glyphorynchus spirurus) é uma ave passeriforme da família dos furnariídeos (Furnariidae). Provavelmente se divide em mais de uma espécie.

## Etimologia
Arapaçu é um termo de origem tupi, derivado de arapa'su e utilizado em sentido pela primeira vez em 1949 para designar várias aves brasileiras.

## Distribuição
As numerosas subespécies do arapaçu-de-bico-de-cunha estão distribuídas, às vezes de forma desarticulada, do sul do México, passando por Belize, Guatemala, Honduras, Nicarágua, Costa Rica, Panamá, Colômbia, ao leste pela Venezuela, Guiana, Suriname e Guiana Francesa, ao sul pelo Equador, Peru, quase toda a Amazônia brasileira, até o centro da Bolívia, e uma população isolada no leste do Brasil, no bioma da Mata Atlântica. É principalmente uma espécie residente, mas pode se dispersar localmente. Por exemplo, um indivíduo migratório foi observado em 12 de maio de 1998 em Cerro Campana, El Salvador, o primeiro registro da espécie naquele país. Esta espécie é considerada comum e amplamente disseminada em seu habitat natural: na vegetação rasteira de florestas úmidas, principalmente nas planícies até mil metros de altitude, algumas podem chegar a dois mil metros.

## Descrição
O arapaçu-de-bico-de-cunha distingue-se facilmente de seus parentes por seu pequeno tamanho, já que é o menor dentre os membros do gênero Glyphorynchus, e seu bico distinto. Geralmente tem cerca de 14 a 15 centímetros de comprimento e pesa cerca de 14 a 16 gramas. A parte superior do corpo é marrom, com listras finas em ambos os lados da cabeça, um supercílio amarelo e uma garupa castanha. A garganta também é amarela e o resto do lado de baixo é castanho mosqueado, especialmente no peito. Quando voa, mostra uma faixa castanha sob as asas. Os jovens apresentam um tom mais apagado e uniforme e com menos marcas. O bico curto é muito diferente em forma deus parentes, em forma de cunha e arrebitado, quase como Xenops. As penas da cauda terminam em espigas salientes muito longas, proporcionalmente as mais longas entre os Glyphorynchus.

## Sistemática
A espécie G. spirurus foi descrita pela primeira vez pelo naturalista francês Louis Jean Pierre Vieillot em 1819 sob o nome científico Neops spirurus; sua localidade tipo é: "América do Sul = "Caiena"". O gênero monotípico Glyphorynchus foi proposto pelo naturalista alemão Maximilian zu Wied-Neuwied em 1831. O nome masculino do gênero Glyphorynchus é composto pelas palavras gregas γλυφις (gluphis) e γλυφιδος (gluphidos), "cinzel", e ῥυγχος (rhunkhos), "bico", que significa "com um bico como um cinzel"; O nome da espécie spirurus é composto pelas palavras gregas σπειρα (speira), espiral, e ουρος (ouros), "cauda", que significa "com a cauda em espiral".

## Conservação
Sua população é estimada dentro da faixa de 500 mil a cinco milhões de indivíduos e está, pelas projeções, em declínio devido à perda de habitat. Apesar disso, dada sua ampla distribuição, é considerado como pouco preocupante na Lista Vermelha da União Internacional para a Conservação da Natureza (UICN / IUCN). Em 2005, foi classificado como vulnerável na Lista de Espécies da Fauna Ameaçadas do Espírito Santo; E em 2018, como pouco preocupante na Lista Vermelha do Livro Vermelho da Fauna Brasileira Ameaçada de Extinção do Instituto Chico Mendes de Conservação da Biodiversidade (ICMBio).

## Taxonomia
As diferenças marcantes nos vários tipos de cantos e as plumagens bem diferenciadas sugerem a existência de mais de uma espécie no presente; entretanto, dados moleculares mostram fluxo gênico entre subespécies vizinhas morfologicamente distintas. Uma análise recente de espécimes de 63 localidades em oito áreas de endemismo na Amazônia separadas por grandes rios indica a existência de linhagens alopátricas com alto grau de diferenciação genética nas margens opostas desses grandes rios, com alto nível de diferenciação genética e de parafilia evidente dentro das subespécies atualmente reconhecidas. As análises de vocalização indicam quatro grupos distintos de subespécies: o "grupo pectoralis" (Mesoamérica/Chocó); o “grupo spirurus” (oeste e norte da Amazônia/Guianas); o monotípico «grupo albigularis» (sudoeste da Amazônia); e o "grupo cuneatus" (sudeste da Amazônia a leste do rio Madeira). A subespécie proposta G. s. sublesto (J. L. Peters, 1929) (do sul da América Central) está incluído em pectoralis.

### Subespécies
Segundo as classificações do Congresso Ornitológico Internacional (IOC) e a lista de Clements / eBird v.2019, são reconhecidas treze subespécies, divididas em quatro grupos, com sua distribuição geográfica correspondente:
- Grupo politípico pectoralis, arapaçu-de-bico-de-cunha-do-norte:
  - Glyphorynchus spirurus pectoralis (P. L. Sclater & Salvin, 1860) – do sul do México (sul de Veracruz, norte de Oaxaca, Chiapas, principalmente na encosta do Caribe), centro da Guatemala (encosta do Caribe, raramente em Petén) e Belize ao sul da Costa Rica (ambas as encostas) e centro e oeste do Panamá (na encosta caribenha de leste a leste de Colón, na encosta do Pacífico a oeste de Chiriquí).
  - Glyphorynchus spirurus pallidulus (Wetmore, 1970) – leste do Panamá (encosta caribenha do sudeste de Colón a leste através de São Blas, encosta do Pacífico do leste da província do Panamá ao norte de Darién) e adjacente ao noroeste da Colômbia (norte de Chocó).
  - Glyphorynchus spirurus subrufescens (Todd, 1948) – Litoral pacífico do sudeste do Panamá (vale do rio Jaqué no sudoeste de Darién), oeste da Colômbia (norte de Chocó e Antioquia ao sul de Narinho, também nos vales superiores do Atrato e São João) e oeste do Equador (ao noroeste de Guaias e sudeste de El Oro).
  - Glyphorynchus spirurus integratus (J. T. Zimmer, 1946) – norte da Colômbia (alto rio Sinú a leste até o médio vale do Madalena e sul a oeste de Boiacá, também a leste dos Andes de Norte de Santander ao sul de Arauca) e oeste da Venezuela (Zúlia, ao sul de Táchira, a oeste de Mérida, a noroeste de Barinas, a sudeste de Lara).

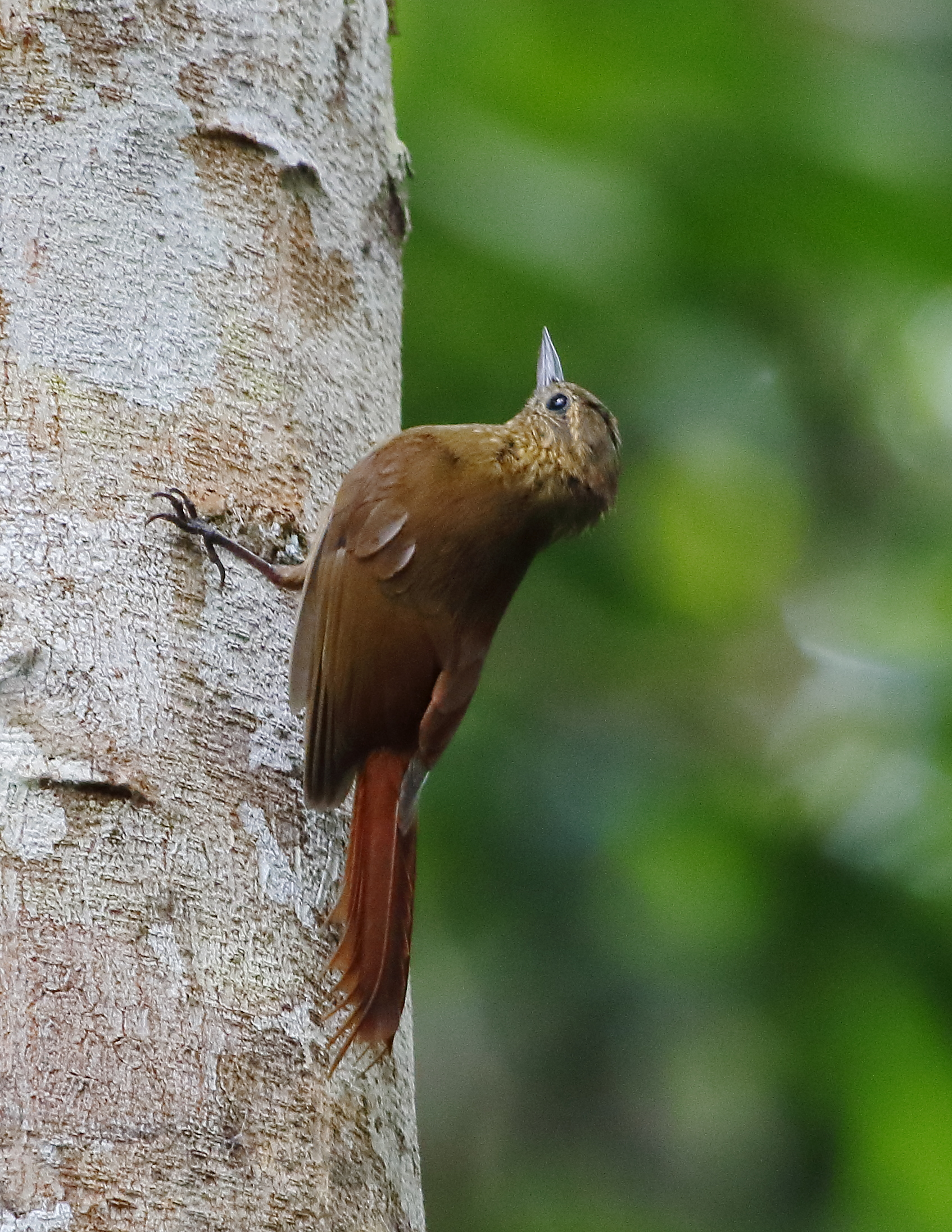
Glyphorynchus spirurus paraensis avistado na Serra dos Carajás, no Pará, Brasil

- Grupo politípico spirurus, arapaçu-de-bico-cunha-central:
  - Glyphorynchus spirurus rufigularis (J. T. Zimmer, 1934) – noroeste da Amazônia ao norte do rio Amazonas, do centro da Colômbia (sul de Meta e Vichada) e sul da Venezuela (sul de Bolívar, Amazonas) do sul ao nordeste do Equador (alto rio Napo) e noroeste do Brasil (leste até a margem leste do alto rio Negro e à margem oeste do baixo rio Negro).
  - Glyphorynchus spirurus amacurensis (Phelps, Sr & Phelps, Jr, 1952) – nordeste da Venezuela (Sucre, Delta Amacuro).
  - Glyphorynchus spirurus spirurus (Vieillot, 1819) – nordeste da Amazônia ao norte do rio Amazonas, no leste da Venezuela (nordeste de Bolívar), nas Guianas e no norte do Brasil (do baixo rio Negro a leste até o Amapá).
  - Glyphorynchus spirurus coronobscurus (Phelps, Sr & Phelps, Jr, 1955) – Pico da Neblina (acima de 1 400 metros), no sul da Venezuela (sudoeste do Amazonas).
  - Glyphorynchus spirurus castelnaudii (Des Murs, 1856) – Amazônia ocidental ao sul do rio Amazonas e rio Napo, no leste e nordeste do Peru (sul de Junim) e oeste do Brasil (leste do rio Madeira).
- Grupo monotípico albigularis, arapaçu-de-bico-de-cunha-do-sul:
  - Glyphorynchus spirurus albigularis (Chapman, 1923) – sudoeste da Amazônia no sudeste do Peru (Puno) e norte da Bolívia (sul de La Paz, Cochabamba).
- Grupo politípico Cuneatus, Arapaçu-de-bico-de-cunha-oriental:
  - Glyphorynchus spirurus inornatus (J. T. Zimmer, 1934) – sul da Amazônia brasileira (sul do Amazonas, do Madeira a leste até o Tapajós e sul ao sudoeste de Mato Grosso) e nordeste da Bolívia (nordeste de Santa Cruz).
  - Glyphorynchus spirurus paraensis (Pinto, 1974) – sudeste da Amazônia brasileira ao sul do Amazonas, Tapajós leste ao norte do Maranhão (incluindo a ilha de Marajó).
  - Glyphorynchus spirurus cuneatus (M. H. C. Lichtenstein, 1820) – costa leste do Brasil (norte da Bahia até o norte do Espírito Santo).